# بيري ستيفنسون
بيري ستيفنسون (بالإنجليزية: Perry Stevenson)‏ مواليد 23 يناير 1987 في لافاييت، هو مدرب كرة سلة أمريكي ولاعب معتزل. بدأ مسيرته الاحترافية في سنة 2010. يبلغ طوله 6 قدم 9 بوصة (2.1 م). اعتزل اللعب في 2012. لعب مع أوكلاهوما سيتي بلو في دوري الرابطة الوطنية لفئة التطوير.